# Roberto Mattioli
Roberto Mattioli (Tivoli, 17 ottobre 1963) è un conduttore televisivo e conduttore radiofonico italiano.

## Biografia
Nasce a Tivoli, nelle vicinanze di Roma, da famiglia originaria di Cerreto di Spoleto, piccolo comune della Valnerina. Inizia nel 1979 a lavorare in radio locali, Radio Holiday e Radio Menta, site nel territorio di Guidonia e Tivoli, approdando poi nel 1984 a Radio In Montecitorio di Roma. Nel 1987 diviene voce ufficiale e redattore capo di Radio Centro Suono e continua la sua attività di inviato per i grandi eventi musicali già cominciata con Radio Holiday nelle edizioni del Festival di Sanremo degli anni 1981 e 1982. Per Radio Centro Suono e per il circuito nazionale Sper segue la tappa italiana della tournée dei Duran Duran (1º giugno 1987) al PalaEur di Roma, e di David Bowie, Glass Spider Tour, (8 luglio 1987) a Firenze stadio Campo Marte. La domenica pomeriggio è al timone del programma Centro Suono Sport oggi seconda rete tematica di Radio Centro Suono, allora programma contenitore al seguito della Lazio e della Roma.
Appare in televisione per la prima volta l'8 marzo 1981, nella romana Antenna 4, facente parte all'epoca della syndication di Canale 5, che trasmette uno spettacolo di bambini in maschera da lui stesso presentato. Nel 1990 le prime partecipazioni nelle TV nazionali, con il concorso Star 90 di Rete 4. È tra i selezionati del concorso Star 90 e nel 1992 prende parte, nell'insolita veste di attore, alla prima edizione di Scherzi a parte in onda su Italia 1. Nel 1992 e nel 1993 conduce un gioco a premi per l'emittente televisiva della Conferenza Episcopale del Lazio, Rete Blu, dal titolo Summer Blu. Sempre per Rete Blu realizza un mediometraggio intitolato Aspettando il Presidente, telecronaca satirica sulla presunta candidatura di uno sconosciuto cittadino a Presidente della Repubblica Italiana, durante l'interregno presidenziale tra Cossiga e Scalfaro, coinvolgendo sociologi, politici e gente comune.
Nel 1993 partecipa come ospite a L'Italia del Giro, programma itinerante al seguito del Giro Ciclistico d'Italia condotto da Cesare Cadeo e trasmesso da Italia 1, nella cronometro di Senigallia. Nello stesso anno fa ingresso in RAI nel programma di Rai 3, diretta allora da Angelo Guglielmi, Magazine Tre con Oreste De Fornari e Gloria De Antoni, dapprima come ospite poi come consulente esterno e ricercatore di personaggi.
Nel 1994 l'esperienza radiofonica su Radio 2 con Piero Chiambretti e Luciana Littizzetto nel programma La Hit Parade di Lelio Luttazzi, ma lui non lo sa, va in vacanza, un programma diretto da Arturo Villone
Nel 1995 è chiamato da San Marino RTV consociata RAI, alla conduzione di Prima che sia troppo tardi, talk show di 300 puntate presentato insieme a Patrizia Bracaglia nella prima serie e a Gaia Ferrara nella seconda, ripetuto dalla bolognese Nuovarete del circuito Cinquestelle. Prima che sia troppo tardi è il primo programma d'intrattenimento a striscia quotidiana ad essere trasmesso in diretta dalla televisione di Stato della Repubblica di San Marino.
Il 21 agosto del 1996 presenta una serata-tributo in onore del clarinettista Hengel Gualdi dal titolo: Quel Benny Goodman dall'accento romagnolo, con ospite d'eccezione il regista Pupi Avati. L'evento fa parte del Meeting per l'amicizia tra i popoli di Rimini.
Nell'ottobre del 1996 conduce insieme a Riccardo Cucciolla il Premio letterario Il Pungitopo tenutosi a Sant'Agata Feltria.
Torna in veste di inviato (la prima volta per la televisione) nel 1997 al Festival di Sanremo, realizzando un reportage documentaristico dal titolo Sulla strada per Sanremo.
Dal 2000 l'esperienza di ospite fisso tra il pubblico in studio nei talk show di Alda D'Eusanio, Al posto tuo (2000-2003) e Ricomincio da qui (2007-2009) Rai 2. Nel 2002 l'autore Pasquale Romano gli cuce addosso il personaggio di rottura, un controtendente insidioso capace di confutare tesi lapalissiane, provocando così il clamore del pubblico in studio e da casa e mettendo a dura prova il fair-play degli ospiti. La stampa lo definisce "il Re del paradosso" (da TV Sorrisi e Canzoni, programmi del 12 aprile 2002 e dal Corriere dell'Umbria del 12 maggio 2002 inseriti nella rassegna stampa del Sito Ufficiale).
Nel 2000 e 2001 conduce rispettivamente per Retesole e RTE di Perugia due trasmissioni ispirate alla kermesse teatrale Festival dei Due Mondi di Spoleto. È dell'edizione 2000 l'intervista con Alberto Sordi convenuto nella cittadina umbra per il compleanno del maestro Giancarlo Menotti.
Il 4 dicembre del 2002 è tra gli ospiti del varietà di Rai 2 Chiambretti c'è di Piero Chiambretti e Gianni Boncompagni.
Nel 2007 è l'inviato di un reportage sulla sua terra d'origine, l'Umbria (i genitori sono di Cerreto di Spoleto), teletrasmesso da TEF Channel e da un canale Sky. Il programma si chiama Sol TV (dalle iniziali degli autori) ed è incentrato esclusivamente su servizi esterni. Roberto Mattioli colleziona dei veri e propri scoop come l'inaugurazione, avvenuta a Spoleto, della prima tournée teatrale nella carriera di Paolo Belli (Fonte da rassegna stampa e filmati Sito Ufficiale), spettacolo dal titolo Dillo con un bacio. Dà ampio spazio alle esternazioni di Margherita Hack e segue due tappe del Giro d'Italia del 2007 (Tivoli-Spoleto e Spoleto-Scarperia con arrivo sulla pista dell'Autodromo Internazionale del Mugello).
Il 14 giugno del 2009 conduce presso i giardini Mariele Ventre di Sestri Levante un incontro divulgativo in favore dell'Istituto Europeo di Oncologia di Milano, diretto dal Prof. Umberto Veronesi, con il Prof. Carlo Cipolla direttore dell'Unità di Cardiologia dello stesso istituto, chiamato a presentare il progetto International Cardioncology Society e con ospiti Giovanni Trapattoni e Matthew Lee con la sua band.
Il 3 novembre del 2009, presenta presso la sala delle conferenze della Camera dei deputati in Palazzo Marini a Roma, il Premio Internazionale Comunicare l'Europa, happening patrocinato dall'Unione europea, conduzione che ripete nello stesso Palazzo Marini anche per l'edizione 2011.
Nel settembre 2010 è inviato per la televisione alla prima festa nazionale del recente movimento politico Alleanza per l'Italia, facente capo a Francesco Rutelli, svoltasi a Labro (Rieti). In quella sede realizza un mini-reportage avvicinando al microfono, oltre ai comuni convenuti, lo stesso Rutelli, il segretario del Partito Democratico Pier Luigi Bersani, il ministro dell'Istruzione Mariastella Gelmini, l'ex ministro Linda Lanzillotta e Bruno Tabacci.
Nell'ambito delle celebrazioni per il 150º anniversario dell'Unità d'Italia , viene chiamato nuovamente alla Camera dei deputati per presentare il libro dell'esperta di moda e costume Mara Parmegiani Alfonsi sulle curiosità e sulle spigolature della moda femminile ottocentesca, coordinando successivamente il dibattito sull'importanza della donna nell'era risorgimentale.
Il giorno 11 dicembre 2011 viene presentato a Spoleto Caro Occhio, un video racconto sul rapporto eternamente conflittuale tra Roberto Mattioli e le sue aspettative nel mondo dello spettacolo che, lo stesso, racconta in un'intervista a Neri Marcorè il quale per l'occasione, si veste nei panni inediti dello "Psicoreporter" 
Il 1º gennaio del 2012 è ospite del programma di Rai 1 Domenica In, nello spazio Così è la vita di Lorella Cuccarini, per dibattere la controversa questione dei figli ultraquarantenni radicati nelle famiglie di origine, altrimenti detti "bamboccioni".
Nel febbraio 2012 è confermato, per la terza volta consecutiva, conduttore del Premio Internazionale Comunicare l'Europa, svoltosi nella sala della mercede presso la Camera dei deputati in Roma, la stessa sala che viene scelta come palcoscenico anche per l'edizione 2013 del premio europeo.
Il 21 ottobre 2012 torna come ospite a Domenica In - Così è la vita, il talk-show di Rai 1 condotto da Lorella Cuccarini
Il 20 febbraio del 2015 torna sulle scene con la tradizionale conduzione del Premio Internazionale Comunicare l'Europa, tenutosi in una veste rinnovata a Roma presso Palazzo San Macuto, sede della biblioteca della Camera dei deputati e ripreso dal TG1 della RAI. La location di Palazzo San Macuto a Roma è anche il luogo di consegna del Premio Comunicare l'Europa 2016 che Roberto Mattioli conduce avvalendosi della presenza del giornalista, già inviato RAI, Giovanni Masotti. L'edizione viene ripresa e teletrasmessa da TV2000
Dal 2017 conduce una serie di servizi sul terremoto che ha colpito il centro Italia e sulle difficoltà nella ricostruzione, lo speciale che fa parte di un magazine a cadenza quotidiana, comprensivo di servizi di altro genere da lui stesso condotti, ha per titolo Terremoto...il mostro sconosciuto, viene trasmesso dalla romana One TV già Televita e viene esteso sul territorio nazionale nella piattaforma Sky

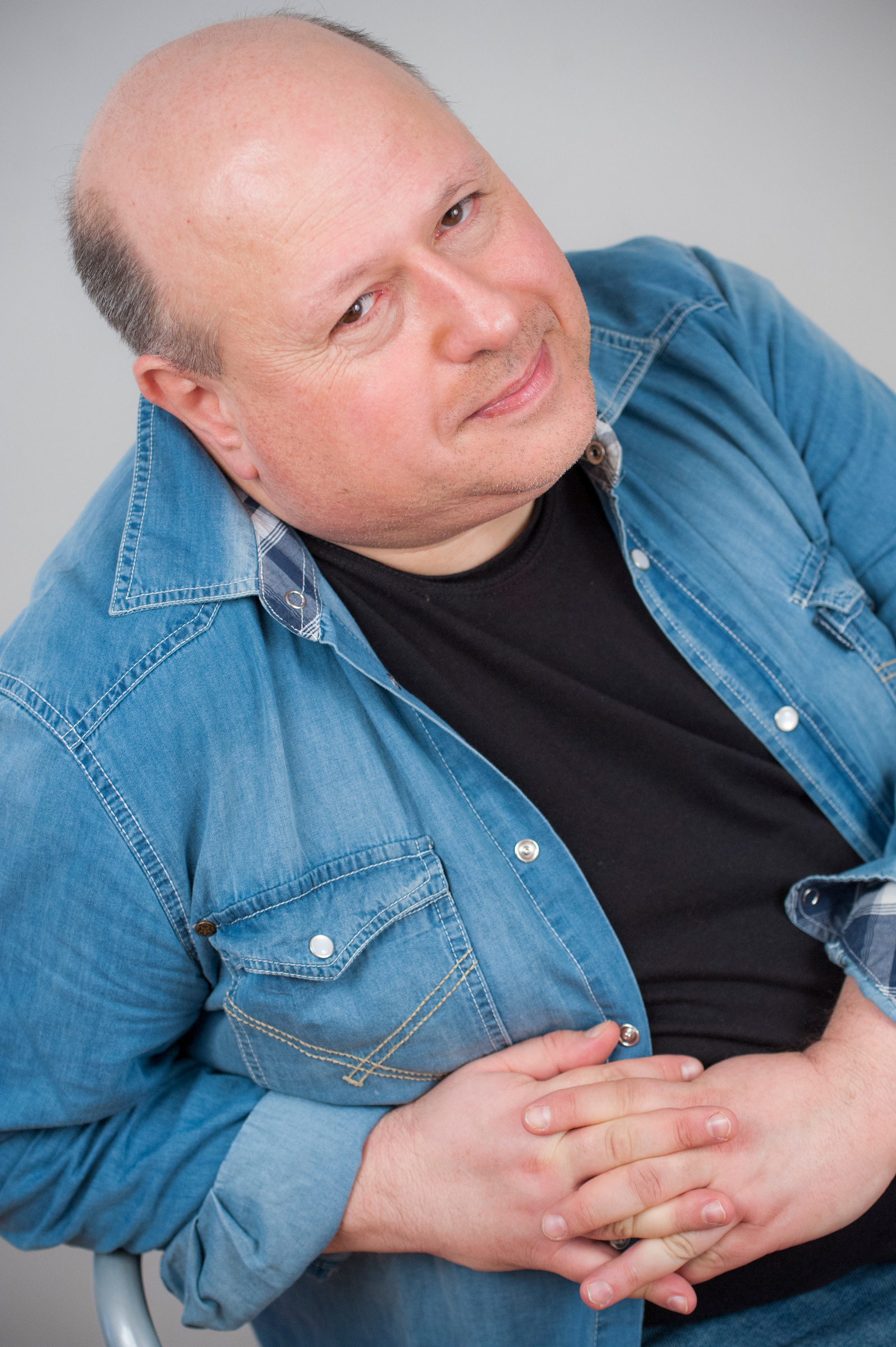
Roberto Mattioli nel 2015

Dal settembre del 2018 torna alla conduzione di un programma televisivo dopo 22 anni, l'ultimo risale al 1996, il programma ha per titolo La Linea Obliqua e si incentra su profili di storie personali che vengono dibattute in studio con l'ausilio di ospiti ed esperti, i quali commentano quanto raccontato nei servizi esterni dai protagonisti delle stesse. Il format viene trasmesso da One TV / Sky e da una rete di emittenti televisive in tutta Italia.
Nel Luglio del 2020 realizza una puntata pilota di un talk show intitolato Incontri al Castello, nella suggestiva cornice del Castello di Pietrarubbia alle pendici del Monte Carpegna in provincia di Pesaro Urbino, ove sorge il museo dedicato alle opere di Arnaldo Pomodoro. La puntata vede tra gli ospiti il Maestro Mogol, Il Professore e politologo Ezio Cartotto e l'autrice radiotelevisiva Elena Cartotto

## Attore
Nel 1973, a soli 10 anni, compare nel film Polvere di stelle di Alberto Sordi.
Interpreta, nel 1996, all'interno della caratteristica location delle Grotte di Pastena (Frosinone) il personaggio di Silvio Berlusconi nel film Il Giudizio Universale secondo De Bonis, diretto dal regista ciociaro Tony De Bonis.
All'inizio degli anni novanta fonda una compagnia di attori dilettanti con la quale si avventura nella realizzazione di un film ambientato in Valnerina, progetto che sarà destinato a naufragare per il mancato ottenimento di fondi e sussidi.
Interpreta l'abituale ruolo dell'inviato televisivo, nella fattispecie del telegiornale, in un episodio della fiction di Rai 1 Don Matteo 10 per la regia di Monica Vullo

## Vita privata
È tifoso dell'Inter sin dai tempi del suo idolo Giacinto Facchetti.
Colleziona fumetti di Topolino degli anni sessanta e anni settanta.
Il 25 maggio 2013 viene realizzato un servizio filmato sulla sua vita privata, nello specifico sul rapporto di convivenza e di mutua assistenza che vive con la mamma Maria Assunta Conti, anche lei protagonista del reportage, trasmesso dal programma di Rai 1 Le amiche del sabato, condotto da Lorella Landi. Il servizio segue un'indagine Istat sul rilevamento percentuale dei figli adulti che permangono nel nucleo familiare originario, non solo per ragioni di natura economica.

## Premi e riconoscimenti
- 2000 Premio Euroassemblaggio Milano-Spoleto come reporter televisivo;
- 2002 Pesaro, Concorso Miss Over 40, "Il Carlino D'Oro" alla carriera[58];
- 2007 Pesaro, il calco in argento della prima pagina del primo numero de Il Resto del Carlino[59];

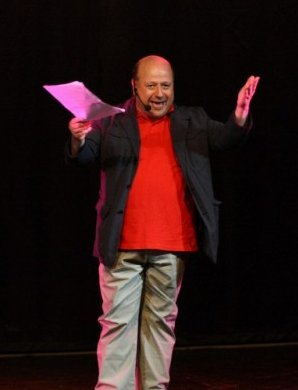
Roberto Mattioli in uno spettacolo nel giugno 2011

## Radio
- Speciale Duran Duran in concerto  - 1987 - Radio Centro Suono - Inviato
- Speciale David Bowie in concerto  -1987 - Radio Centro Suono - Inviato
- Centro Suono Sport - 1987-1988 - Conduttore
- Speciale Sanremo 1988 - Radio Centro Suono - Inviato
- La Hit Parade di Lelio Luttazzi, ma lui non lo sa, va in vacanza- 1994 - Radio 2 - Ospite ricorrente

## Televisione
- Scherzi a parte - 1992 - Italia 1 - Attore
- Summer blu - 1992-1993 - Rete Blu - Conduttore
- Magazine Tre -1993-1994 - Rai 3 - Ospite / Consulente - Ricercatore
- Prima che sia troppo tardi - 1995-1996 - San Marino RTV - Conduttore
- Al posto tuo - 2000-2001-2002-2003 - Rai 2 - Ospite fisso
- Chiambretti c'è - 2002 - Rai 2 - Ospite
- Ricomincio da qui - 2007-2008-2009 - Rai 2 - Ospite fisso
- Domenica In - 2012 - Rai 1 - Ospite ricorrente
- Don Matteo 10 - 2016 - Rai 1 - Attore - (Episodio 26 -  Nei secoli fedele  )
- Terremoto...il mostro sconosciuto -2017-2018 - One TV / Sky - Conduttore
- La Linea Obliqua  - 2018 - One TV / Sky - Conduttore
- Incontri al Castello  - 2020 - Emittenti Varie - Conduttore